# Hollywood Beyond
Hollywood Beyond ist das Pseudonym des britischen Sängers, Pianisten, Gitarristen und Songwriters Mark Rogers (* am 3. März 1960 in Birmingham). Die Single What’s the Colour of Money? wurde 1986 zum europaweiten Hit.

## Biografie
Zunächst bekam Mark Rogers klassischen Klavierunterricht. Durch Eindrücke, die er bei Konzerten von Black Sabbath gewann, wuchs sein Interesse an Hard Rock, weshalb er Gitarre spielen lernte. Der Jimi-Hendrix-Fan sammelte Live-Erfahrungen, als er in verschiedenen Latin-Jazz-Bands spielte.
Im Juli 1986 gelang Rogers als Hollywood Beyond mit What’s the Colour of Money? der Sprung in die britische (Platz 7), wenig später auch in die deutsche (Platz 21), österreichische (Platz 15) und Schweizer Hitparade (Platz 14). Der Produzent des Liedes war Stephen Hague, der durch seine Arbeit mit den Pet Shop Boys und OMD bekannt wurde.
Die zweite Single No More Tears erreichte im September des gleichen Jahres Platz 47 im Vereinigten Königreich, bevor Save Me im Mai 1987 nur Platz 91 erklomm. Weitere Single-Erfolge blieben aus. Anfang 1987 erschien mit If das einzige Hollywood-Beyond-Album. Es verkaufte sich ebenfalls nur mäßig.

## Diskografie

### Alben
- 1987: If (Warner Bros. Records)

### Singles
- 1986: What’s the Colour of Money? (WEA Records)
- 1986: No More Tears (WEA Records)
- 1987: Save Me (WEA Records)
- 1987: After Midnight (WEA Records)
- 1989: Let’s Get Together (Create) / I Promise (als Mark Rogers aka Hollywood Beyond) (Warriors Dance)